# Blinde Bartmännchen
Die Einteilung der Lebewesen in Systematiken ist kontinuierlicher Gegenstand der Forschung. So existieren neben- und nacheinander verschiedene systematische Klassifikationen. 
Das hier behandelte Taxon ist durch neue Forschungen obsolet geworden oder ist aus anderen Gründen nicht Teil der in der deutschsprachigen Wikipedia dargestellten Systematik.

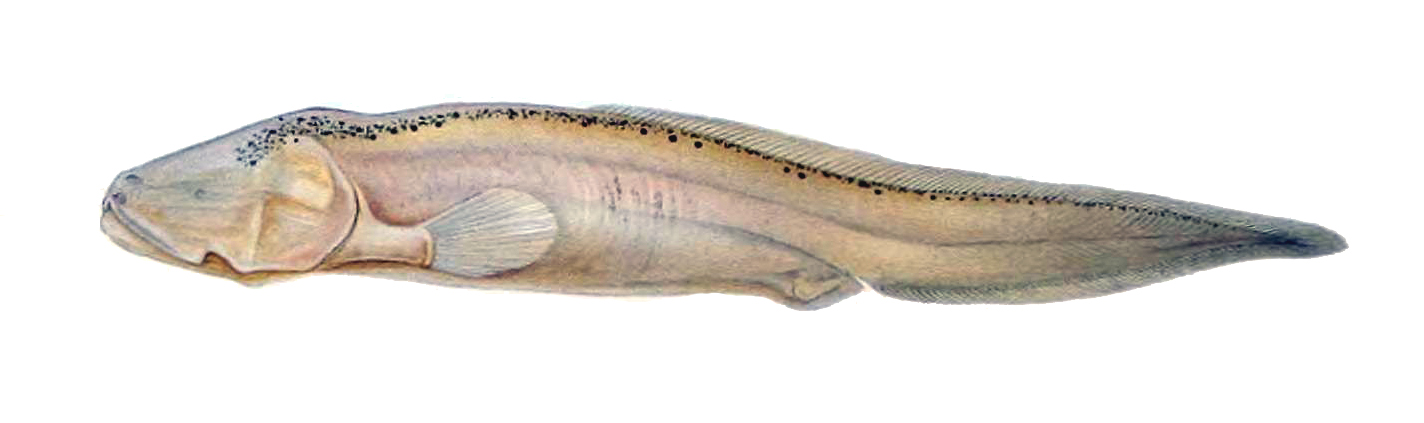
Sciadonus cryptophthalmus, Zeichnung von Erich Zugmayer

Die Blinden Bartmännchen sind eine Knochenfischgruppe aus der Ordnung der Eingeweidefischartigen (Ophidiiformes). Sie leben mit 26 Arten in sieben Gattungen in allen Weltmeeren, hauptsächlich in Tiefen von mehr als 700 bis in 5000 Metern. Bis vor kurzem galt die Gruppe unter dem wissenschaftlichen Namen Aphyonidae als eigenständige Familie. Im April 2016 wurden die Gattungen und Arten der Aphyonidae schließlich den Lebendgebärenden Brotulas (Bythitidae) zugeordnet. Die Blinden Bartmännchen sind pädomorphe Lebendgebärende Brotulas. Sie bilden jedoch keine monophyletische Klade, da die nicht pädomorphe Gattung Cataetyx die Schwestergattung von Aphyonus ist.

## Merkmale
Die bodenbewohnenden Fische werden 5 bis 18 Zentimeter lang. Sie sind schuppenlos, haben keine Schwimmblase und rückgebildete Augen. Die Rücken-, Schwanz- und Afterflosse sind zusammengewachsen und bilden einen durchgehenden Flossensaum. Die Rückenflosse beginnt hinter den Enden der Brustflossen. Die Bauchflossen sind kehlständig und bestehen nur aus einem Flossenstrahl, bei einigen Arten fehlen sie auch. Am Kopf befinden sich keine Sinnesporen, auch Pylorusschläuche fehlen. Der Stachel am Kiemendeckel ist, wenn vorhanden, schwach. Die Fische haben 68 bis 86 Wirbel, davon 26 bis 24 Rumpfwirbel. Einige Arten sind lebendgebärend. Ihr Eierstock ist zweilappig. Einige Merkmale der Familie werden als neoten gedeutet.

## Systematik
Es gibt 26 Arten in sieben Gattungen:
- Gattung Aphyonus

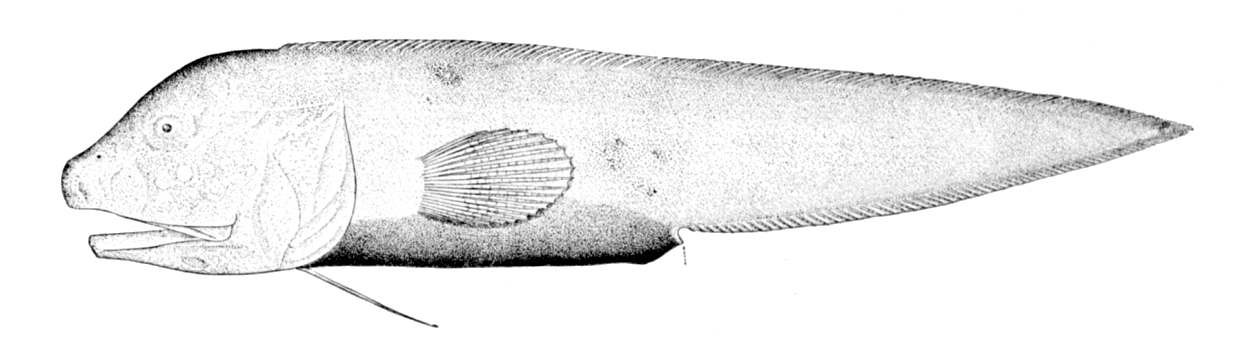
Aphyonus gelatinosus

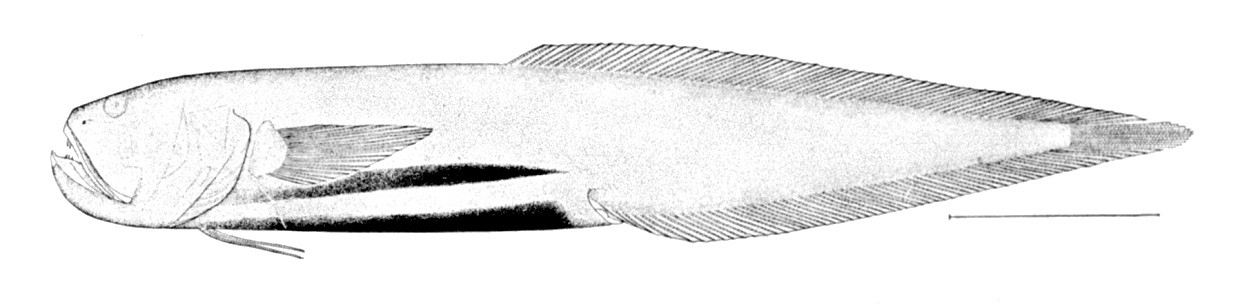
Barathronus bicolor

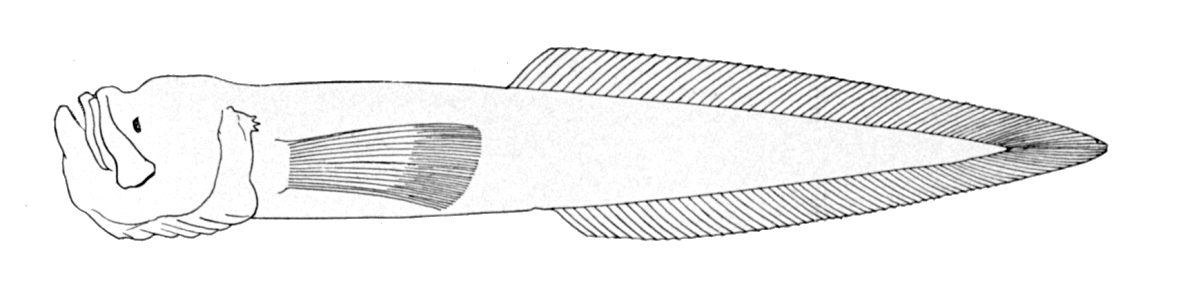
Barathronus parfaiti

  - Aphyonus gelatinosus Günther, 1878.
- Gattung Barathronus
  - Barathronus affinis Brauer, 1906.
  - Barathronus bicolor Goode & Bean, 1886.
  - Barathronus bruuni Nielsen, 1969.
  - Barathronus diaphanus Brauer, 1906.
  - Barathronus linsi Nielsen et al., 2015.
  - Barathronus maculatus Shcherbachev, 1976.
  - Barathronus multidens Nielsen, 1984.
  - Barathronus pacificus Nielsen & Eagle, 1974.
  - Barathronus parfaiti (Vaillant, 1888).
  - Barathronus unicolor Nielsen, 1984.
- Gattung Meteoria
  - Meteoria erythrops Nielsen, 1969.
- Gattung Nybelinella
  - Nybelinella brevidorsalis Shcherbachev, 1976.
  - Nybelinella erikssoni (Nybelin, 1957).
- Gattung Paraphyonus Nielsen, 2015.
  - Paraphyonus bolini (Nielsen, 1974).
  - Paraphyonus brevidorsalis (Nielsen, 1969).
  - Paraphyonus iselini Nielsen, 2015.
  - Paraphyonus merretti Nielsen, 2015.
  - Paraphyonus rassi (Nielsen, 1975).
  - Paraphyonus solomonensis (Nielsen & Møller, 2008).
- Gattung Parasciadonus
  - Parasciadonus brevibrachium Nielsen, 1984.
  - Parasciadonus pauciradiatus Nielsen, 1997.
- Gattung Sciadonus
  - Sciadonus cryptophthalmus (Zugmayer, 1911).
  - Sciadonus galatheae (Nielsen, 1969).
  - Sciadonus jonassoni (Nybelin, 1957).
  - Sciadonus pedicellaris Garman, 1899.